# Tiia
Tiia ist als finnische und estnische Kurzform von Dorothea ein weiblicher Vorname.

## Namensträgerinnen
- Tiia Elg (* 1986), finnische Schauspielerin
- Tiia Reima (* 1973), finnische Eishockeyspielerin
- Tiia Strandén (* 1970), finnlandschwedische Literaturvermittlerin
- Tiia Toomet (* 1947), estnische Schriftstellerin